# Эмирган Хамид-и Эввель
Мече́ть Эмирга́н Хамид-и Эвве́ль (тур. Emirgan Hamid-i Evvel Camii), сокр. Мече́ть Эмирга́н (тур. Emirgan Camii) — мечеть в квартале Эмирган района Сарыер в европейской части Стамбула.

## История
Мечеть была построена на берегу Босфора в 1781 году по приказу султана Абдул-Хамида I в память об умершем сыне Мехмеде и его матери Хюмашах Кадын-эфенди. 
Мечеть была построена в форме квадрата; материалом для стен послужил тёсаный камень, крыша покрыта деревом. На стенах расположены большие окна в два ряда, что создаёт хорошее освещение. Имеется один минарет с балконом.